# Aislingen

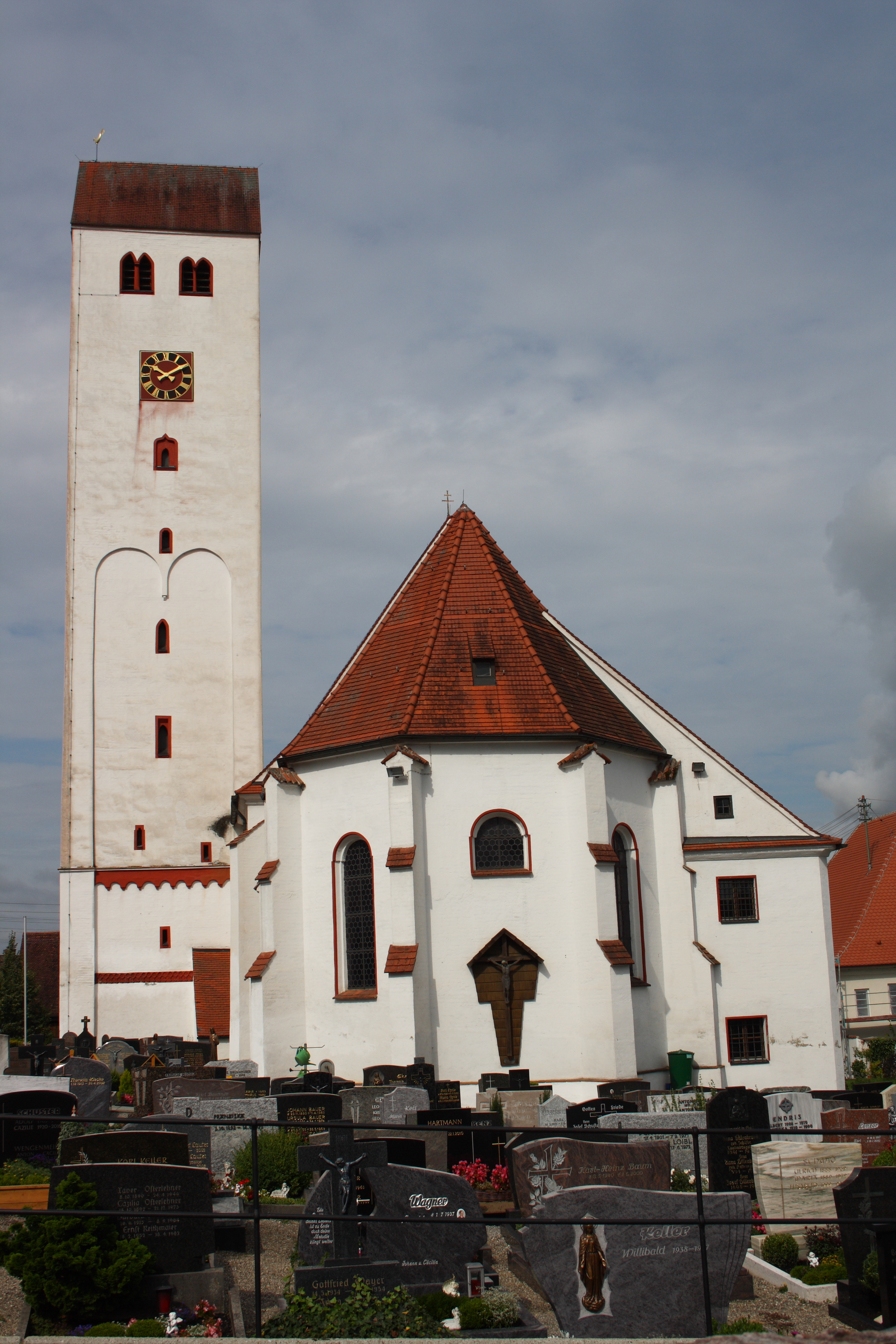
Aislingen

Aislingen este o comună-târg din districtul  Dillingen an der Donau, regiunea administrativă Schwaben, landul Bavaria, Germania.